# Derby della Capitale
Derby della Capitale (svenska: Huvudstadsderbyt), Även känt som Derby Capitolino och Derby del Cupolone, eller på svenska Romderbyt. Det lokala derbyt spelas i Rom, Italien. Mellan storklubbarna i staden, SS Lazio och AS Roma. Första mötet mellan klubbarna spelades 8 december 1929.

## Övrigt
- Svensken Arne Selmosson är den enda som har gjort mål för båda klubbarna.*
  - Aleksandar Kolarov  upprepade Arnes bedrift 2018.
- Francesco Totti i AS Roma har spelat flest derbyn, hela 35 stycken. (31 i ligan och fyra italienska cupen, plus en vänskapsmatch som skulle kunna räknas som den 36:e).
- Sven-Göran Eriksson som tränare i SS Lazio, säsong 1997/98 var den första och enda tränare att vinna alla fyra derbyn under en säsong (2 av 2 ligan och cupen).